# Ике йөз елдан соң инкыйраз
«Ике йөз елдан соң инкыйраз» («Вимирання через двісті років») — антиутопія татарського письменника Гаяза Ісхакі, опублікована 1903 року.
Роман розповідає про майбутнє народу булгар (під яким, вочевидь, розуміє власних співвітчизників), яких до 2097 року нібито залишається менше чотирьох тисяч осіб, але й ті швидко вмирають. Головним героєм антиутопії є останній булгарський письменник Джагфар, із загибеллю якого історія народу остаточно переривається.
Повість Ісхакі перегукується із творами інших сучасних йому авторів, зокрема з «Поглядом назад» Едварда Белламі та «Дару-р-Рахат мусульманнари» («Мусульман країни благоденства») Ісмаїла Гаспринського.
Назву роману у вірші «Хто він?» (1907), присвяченому Ісхакі, згадував Габдулла Тукай.